# 長谷川茂之
長谷川 茂之（はせがわ しげき）は、オウム真理教の元信者。サリン原材料購入のダミー会社の社長を務めた。省庁制導入後は自治省に所属。

## 経歴
神戸学院大学薬学部卒業後、化学会社を9か月で退職して、1993年春に出家。新実智光の指示で、薬品を購入するため「長谷川ケミカル」（1993年4月2日設立、新宿区）、「ベル・エポック」（1993年8月4日設立、静岡市）等、複数のダミー会社の社長となる。教団のサリン製造は1993年夏に土谷正実から聞かされ知った。
ダミー会社はサリン原材料をトン単位で買っていたほか、他にも爆薬ニトログリセリンの原材料であるグリセリンを「カマボコ製造に使う」として相場より高い額で72トンほど大量購入していた。
1995年1月、オウムが何か大きな犯罪を起こしそうだと感じ、自殺用に青酸ナトリウムを持ち出し教団から逃亡。
1995年4月24日、グリセリン保有による消防法違反で静岡県警に逮捕される（当時26歳）。逮捕当初は黙秘していたが後に自供、グリセリン42020リットルとサリン原料貯蔵により殺人予備罪で起訴され懲役1年6ヶ月の判決を受けた。